# Winscombe
Winscombe är en ort i Storbritannien.   Den ligger i kommunen North Somerset och riksdelen England, i den södra delen av landet, 190 km väster om huvudstaden London. Winscombe ligger 108 meter över havet och antalet invånare är 4 500.
Terrängen runt Winscombe är platt åt nordväst, men åt sydost är den kuperad. Runt Winscombe är det ganska tätbefolkat, med 144 invånare per kvadratkilometer. Närmaste större samhälle är Weston-super-Mare, 10,0 km nordväst om Winscombe. Trakten runt Winscombe består i huvudsak av gräsmarker.